# Xintang (sockenhuvudort i Kina, Hubei Sheng, lat 30,27, long 109,75)
Xintang (kinesiska: 新塘, 新塘乡) är en sockenhuvudort i Kina. Den ligger i provinsen Hubei, i den centrala delen av landet, omkring 440 kilometer väster om provinshuvudstaden Wuhan. Antalet invånare är 37 258. Befolkningen består av 18 140 kvinnor och 19 118 män. Barn under 15 år utgör 19,0 %, vuxna 15-64 år 66 %, och äldre över 65 år 14,0 %.
Runt Xintang är det ganska tätbefolkat, med 179 invånare per kvadratkilometer. Xintang är det största samhället i trakten. I omgivningarna runt Xintang växer i huvudsak blandskog.
Genomsnittlig årsnederbörd är 1 593 millimeter. Den regnigaste månaden är september, med i genomsnitt 282 mm nederbörd, och den torraste är december, med 19 mm nederbörd.